# DJ Marlboro
Fernando Luís Mattos da Matta, mais conhecido como DJ Marlboro (Rio de Janeiro, 3 de janeiro de 1963), é um cantor, DJ, compositor e empresário brasileiro, tido como o criador (devido à introdução da bateria eletrônica que perdurou no gênero) do estilo musical conhecido como "funk carioca" , uma fusão de hip hop, de electro e de música popular brasileira, com suas composições e letras em português, além de produções e lançamentos de cantores brasileiros na primeira coletânea do estilo "Funk Brasil 1989", pela gravadora PolyGram (atual Universal Music Group). Ultimamente tem-se apresentado na Europa e nos Estados Unidos divulgando o ritmo que tem vindo a ganhar destaque mundial graças a compilações como "Rio Baile Funk - Favela Booty Beats", "Slum Dunk presents Funk Carioca" ou "Favela on Blast" do estado-unidense Diplo da Ninja Tune. O DJ é irmão de MC Vinícius, antigo parceiro de MC Andinho.
Em outubro de 2008, a revista Rolling Stone promoveu a Lista dos Cem Maiores Artistas da Música Brasileira, cujo resultado colocou Marlboro na 100ª posição.

## Carreira
Na adolescência, Fernando Luís Mattos da Matta se interessou pela música dançante ao ouvir o programa "Cidade Disco Club", dedicado a disco music comandado por Ivan Romero na Rádio Cidade do Rio de Janeiro (102,9 FM),. Em 1977, começou a realizar festas na época chamadas de hi-fi, ainda amador e, interessado, se dedicava inteiramente a fazer as festas americanas, 15 anos e qualquer local onde precisasse de DJ. Em 1980 se profissionalizou, fez seu primeiro baile em um clube chamado New Saveiro em Lagoinha numa equipe chamada Som 2000. DJ Marlboro começou a se tornar conhecido nacionalmente quando venceu o Campeonato Brasileiro de DJs, em 1989. Atualmente já expande seus domínios e colhe críticas positivas no exterior. Em junho de 2003, participou do "Summer Stage" [carece de fontes?], no Central Park , tornando-se o primeiro DJ convidado a tocar na história do festival[carece de fontes?]. Depois disso ainda fez shows em Nova Jersey[carece de fontes?], Chicago[carece de fontes?] e Boston[carece de fontes?].
De acordo com Malboro, a principal influência pro surgimento do funk carioca foi o single Planet Rock de Afrika Bambaataa e Soulsonic Force, lançado em 1982, misturando o funk de James Brown e a música eletrônica do grupo alemão Kraftwerk (tendo inclusive sampleado trechos de "Trans-Europe Express"),
Um dos pontos altos de sua carreira é a edição de 2003 do "Tim Festival" e do "Nokia Trends" que impulsionou definitivamente sua carreira no Brasil entre a elite - nos subúrbios e favelas do Rio ele já era muito respeitado há bastante tempo.
Marlboro teve também destaque no maior festival eletrônico da Espanha, o "Sónar", em junho de 2004. Apresentou-se em Londres, durante a mostra "Brasil 40 degrees". Ainda no mesmo ano, Marlboro registra três apresentações pelos Estados Unidos, além de passagens por países como França, Inglaterra, Alemanha, Croácia, Eslovênia, Países Baixos e Colômbia. Ele também foi um dos responsáveis por lançar o grupo de funk Copacabana Beat no início da década de 1990.
Hoje ele mantém bailes nas comunidades e casas de shows do Rio de Janeiro, e apresenta o programa Big Mix, líder de audiência no Brasil desde 2002 na rádio FM O Dia (após passagens pela Manchete FM [Onde o programa ainda chamava-se Top Mix], FM 105, RPC FM, Fm O Dia 90,3, Popular Fm 107,9, Tropical FM, 94FM, Fm O dia 100,5) tendo média de 400 mil ouvintes por minuto. Em 12 de janeiro de 2009, o programa Big Mix estreou na Rádio Beat98, antiga Rádio 98 FM. Ele também escreve uma coluna semanal para o jornal O Dia, e é editor responsável de uma revista mensal. Além disso, lança CDs de grandes nomes do funk por sua própria gravadora, num total de 74 títulos já lançados.
Marlboro mora no Rio de Janeiro onde promove eventos beneficentes ao longo do ano com arrecadação voltada para instutições e pessoas carentes, como por exemplo, o "Baile do Material Escolar", o "Baile do Agasalho" e o "Baile do Brinquedo".
Marlboro já participou de filmes, videoclipes e minisséries de artistas brasileiros. Sua trajetória está registrada nos livros "Cidade Partida", de Zuenir Ventura; "O Mundo Funk Carioca", de Hermano Vianna; "Abalando os Anos 1990", de Micael Herschmann. Além disso, ele também já lançou dois de sua própria autoria: "Funk no Brasil – por ele mesmo" e "Aventura do Dj Marlboro pela Terra do Funk".
Em 2017, Marlboro anunciou o álbum Ragafunk, onde explorará a fusão do funk carioca com o ragga, gênero eletrônico jamaicano derivado do reggae.

## Acusações
Em 2008, o programa Brasil Urgente, da Rede Bandeirantes, comandado por José Luiz Datena, revelou que Marlboro é acusado, juntamente com sua amiga Junia Duarte, pelos crimes de atentado violento ao pudor e corrupção de menores contra uma menina de 4 anos. Datena foi posteriormente proibido de fazer comentários a respeito do caso.
O DJ foi conviado a depor à CPI da Pedofilia em novembro de 2009. No depoimento à CPI, concedido no dia 2 de dezembro, negou as acusações, declarando que é vítima de "armação". DJ Marlboro afirmou que pretende processar os pais da menina.

## Discografia
- 1989 - Funk Brasil
- 1994 - Funk Brasil Especial
- 2002 - As Melhores do DJ Marlboro
- 2005 - Bem Funk Brasil
- 2006 - Funk Mix
- 2006 - Funkteen
- 2010 - Tributo ao Funk
- 2010 - Big Galerão Por DJ Marlboro e Dennis DJ (em parceria com Dennis DJ)
- 2017 - Deu Mamonas no Funk

### Créditos em outros projetos
- 1994 - Marcas de Amor - álbum do cantor Latino

## Prêmios e indicações
| Ano  | Prêmio          | Categoria                       | Resultado | Ref.   |
| ---- | --------------- | ------------------------------- | --------- | ------ |
| 2013 | DJ Sound Awards | Destaque - DJ Melody (Nacional) | Indicado  | [ 17 ] |

### Honrarias
- 2008 - Cem Maiores Artistas da Música Brasileira - Revista Rolling Stone[3]

Dj Metralha